# Avatar (The X-Files)
«Avatar» es el vigésimo primer episodio de la tercera temporada de la serie de televisión de ciencia ficción The X-Files. Se estrenó en la cadena Fox en los Estados Unidos el 26 de abril de 1996. La historia del episodio fue desarrollada por David Duchovny y Howard Gordon, el guion para televisión fue escrito por Gordon y fue dirigido por James Charleston. El episodio es una historia del «monstruo de la semana», desconectada de la mitología más amplia de la serie. «Avatar» obtuvo una calificación Nielsen de 9,3, siendo visto por 14,62 millones de espectadores en su transmisión inicial. El episodio recibió críticas mixtas de los críticos de televisión.
El programa se centra en los agentes especiales del FBI Fox Mulder (David Duchovny) y Dana Scully (Gillian Anderson) que trabajan en casos relacionados con lo paranormal, llamados expedientes X. Mulder cree en lo paranormal, mientras que la escéptica Scully ha sido asignada para desacreditar su trabajo. En este episodio, cuando el subdirector Walter Skinner (Mitch Pileggi) es acusado de asesinar a una prostituta, Mulder y Scully investigan para determinar la verdad detrás de lo sucedido.
«Avatar» se desarrolló después de que Duchovny sugiriera inicialmente tener un episodio centrado en Skinner como una forma de darse un respiro. La popularidad de Skinner entre los fanáticos había aumentado con su mayor papel en los episodios «The Blessing Way» y «Paper Clip» y estos episodios ayudaron a restablecer las reglas básicas con respecto a la posición de Skinner con respecto a los expedientes X. El título del episodio se refiere a la encarnación de una deidad en sánscrito.

## Argumento
El subdirector del FBI, Walter Skinner (Mitch Pileggi), recibe los papeles de divorcio de su esposa, Sharon, después de diecisiete años de matrimonio. En un bar, conoce a una atractiva mujer llamada Carina Sayles (Amanda Tapping); los dos se involucran en una aventura de una noche. Sin embargo, después de la cita, Skinner tiene la pesadilla de una anciana en la cama con él. Se despierta y encuentra a Sayles muerta, con la cabeza completamente torcida.
A medida que se desarrolla la investigación del asesinato, Skinner le dice al agente Fox Mulder (David Duchovny) que no se involucre. Se niega a someterse a una prueba de polígrafo y es visto como sospechoso. La agente Dana Scully (Gillian Anderson) examina el cadáver de Sayles y encuentra un brillo fosforescente alrededor de su nariz y labios. Mulder descubre que Sayles era una prostituta y entrevista a su proxeneta, quien afirma que el número de la tarjeta de crédito de Skinner se obtuvo la noche anterior.
Skinner ve a la anciana mirándolo en una calle de la ciudad. Sin embargo, cuando persigue a la anciana, encuentra a Sharon. Los agentes hablan con Sharon, quien dice que el matrimonio fracasó debido a la distancia emocional de Skinner. Scully se entera de que Skinner había estado recibiendo tratamiento por un trastorno del sueño, en el que aparentemente soñaba que una anciana lo asfixiaba en la cama. Ella teme que Skinner haya matado a Sayles sin darse cuenta mientras dormía. Sin embargo, Mulder cree que Skinner puede estar teniendo visiones de un súcubo, un demonio femenino, con la mención de síntomas similares de los malos sueños de las personas que han experimentado.
Sharon visita a Skinner en su casa. Después de que ella se va, él se queda dormido y vuelve a ver a la anciana. Se despierta cuando los detectives ingresan a la casa y le dicen que Sharon se salió de la carretera y resultó gravemente herida. Skinner le admite a Mulder que vio a la mujer durante su experiencia en Vietnam, pero lo hizo pasar por los efectos de las drogas. Se revela que el fumador está observando su conversación a través del espejo unidireccional de la sala de interrogatorios.
Mulder investiga la bolsa de aire del auto de Skinner, que fue la que se usó para golpear a Sharon. Scully defiende a Skinner ante la Oficina de Responsabilidad Profesional, pero no sirve de nada y lo despiden. Mulder cree que esto se hizo para debilitar los expedientes X. Mulder, con la ayuda del agente Pendrell encuentra una huella facial en la bolsa de aire que no es de Skinner. Va a ver de nuevo al jefe de la prostituta pero descubre que ha sido asesinada. Los agentes esperan usar a Judy, una empleada que vio al hombre que contrató a la prostituta y usarla para concertar otra reunión con él, sin saber que el asesino está cerca y conoce su plan. Acuerdan encontrarse en el Hotel Ambassador en una hora. Skinner va a ver a su esposa y le dice por qué no pudo firmar los papeles del divorcio. Empieza a sonar una alarma en el monitor de signos vitales de Sharon, pero cuando Skinner está a punto de correr en busca de ayuda, la anciana vuelve a ocupar el lugar de Sharon y le hace señas para que se acerque. Cuando Skinner se inclina, ve a su esposa nuevamente, ahora despertada del coma; ella comienza a decirle algo justo antes de que se corte la escena.
Mulder espera en el bar del hotel mientras Scully vigila a Judy en una habitación de hotel. El asesino entra en la habitación para atacarlos, pero Skinner, que también estaba allí, lo mata rápidamente. Se desconoce la identidad del muerto. Después de ser recontratado, Skinner regresa al trabajo y se niega a decirle a Mulder cómo sabía que estaban en el hotel. Después de que Mulder se va, busca en su cajón y vuelve a ponerse su anillo de bodas.

## Producción
David Duchovny inicialmente sugirió tener un episodio centrado en Walter Skinner como una forma de darse un respiro, aunque finalmente terminó teniendo un papel importante en el episodio. Duchovny sintió que Skinner era un personaje interesante a quien el programa no estaba utilizando en toda su extensión. La idea de Duchovny, que fue escrita en colaboración con el escritor Howard Gordon, también rodeaba la presunción de que lo que hacen Mulder y Skinner tiene un precio tremendo. La popularidad de Skinner entre los fanáticos había aumentado con su mayor papel en los episodios «The Blessing Way» y «Paper Clip» y estos episodios ayudaron a situar la posición de Skinner con respecto a Mulder y Scully. Según el escritor Vince Gilligan, originalmente se suponía que Skinner era un villano, pero debido a que Mitch Pileggi era un actor tan bueno, los escritores decidieron hacer que su personaje un aliado de Mulder y Scully.
Una escena entre Skinner y el fumador se eliminó del corte final debido a consideraciones de tiempo. Esto redujo el papel de este último en el episodio a solo una aparición muy breve y sin diálogos. Otra escena en la que Mulder confronta a Skinner sobre dónde se encuentran sus lealtades fue eliminada cuando los productores sintieron que era demasiado agresiva. El título del episodio «Avatar» es una palabra sánscrita que se refiere a la apariencia material o encarnación de una deidad en la tierra.

## Emisión y recepción
«Avatar» se estrenó en la cadena Fox en los Estados Unidos el 26 de abril de 1996. El episodio obtuvo una calificación de Nielsen de 9,3, con una participación de 16, lo que significa que aproximadamente el 9,3 por ciento de todos los hogares equipados con televisión y el 16 por ciento de los hogares que veían la televisión sintonizaron el episodio. El episodio fue visto por un total de 14,62 millones de espectadores.
El episodio recibió críticas en su mayoría mixtas de los críticos. Emily VanDerWerff de The A.V. Club le dio al episodio una B+. Elogió la narración y comentó positivamente cómo giraba en torno a Skinner y su vida pasada. Además, escribió que el episodio poseía algunos «buenos sustos». Sin embargo, sintió que «el misterio paranormal central del episodio se maneja de una manera que se siente un poco confusa». John Keegan de Critical Myth le dio al episodio una crítica moderadamente negativa y le otorgó un 4 sobre 10. Escribió: «En general, este episodio no logra capitalizar la idea de profundizar en el mundo de Walter Skinner. Los elementos de la conspiración parecen un poco redundantes, y el lado paranormal del episodio es un desastre forzado e inconsistente. En lugar de desarrollar algo único sobre Skinner, el episodio se detiene en lo que ya se sabe o sugiere, dejando al personaje en el mismo lugar emocional al final que al principio». Entertainment Weekly le dio a «Avatar» una D+, describiéndola como «ridícula» y diciendo: «El Skinner de dientes apretados merece más tiempo al aire, pero no este rechazo de USA Network».
Robert Shearman y Lars Pearson, en su libro Wanting to Believe: A Critical Guide to The X-Files, Millennium & The Lone Gunmen, calificaron el episodio con tres estrellas de cinco. Los dos criticaron la historia y señalaron que «realmente no funciona como una historia de fantasmas de Don't Look Now o como una pieza de conspiración», pero elogiaron la actuación de Pileggi y el diálogo escrito por Gordon; los dos llamaron al primero «genial» y al segundo «tan conciso y tan real». Paula Vitaris de Cinefantastique le dio al episodio una crítica mixta y le otorgó dos estrellas de cuatro. Se refirió a las escenas entre Skinner y Sharon como «artificiales» y se burló de la confesión junto a la cama de Skinner como «simplemente mala escritura». Vitaris estaba segura de la actuación de Duchovny y Hetrick, y escribió que Pileggi dio «lo mejor de sí» a pesar de que había poca química entre los personajes para que fuera efectivo. David Duchovny, por otro lado, estaba muy satisfecho con el episodio y la actuación de Mitch Pileggi; Más tarde señaló: «Fue agradable para Mitch, y creo que se merecía un episodio después de dos años. Hizo un gran trabajo».